# Russ Feingold
Russell Dana Feingold, detto Russ (Janesville, 2 marzo 1953), è un politico statunitense.

## Biografia
Nato in una famiglia ebrea originaria della Russia, Feingold studiò all'Università del Wisconsin-Madison e successivamente si laureò in legge ad Harvard, divenendo avvocato.
Nel 1982 venne eletto all'interno della legislatura statale del Wisconsin come membro del Partito Democratico, poi dieci anni dopo si candidò al Senato contro il repubblicano in carica da dodici anni Bob Kasten. Feingold riuscì a sconfiggere Kasten con un discreto margine di scarto e divenne senatore.
Nel 1998 si ricandidò e sconfisse il deputato Mark Neumann con un margine di scarto più ristretto del precedente, ma nel 2004 venne rieletto per un terzo mandato con un distacco di otto punti dall'avversario. Dopo aver rifiutato una candidatura alle presidenziali del 2008, Feingold chiese agli elettori il quarto mandato da senatore nel 2010, ma venne sconfitto di misura dall'avversario repubblicano Ron Johnson, un uomo d'affari senza esperienze politiche precedenti.
Dopo aver lasciato il Congresso, Russ Feingold ha lavorato come docente universitario e ha collaborato con l'amministrazione Obama.